# نتروبسين
نتروبسين، ويُعرف أيضاً باسم كونجوسيدين أو سينانومايسين، هو مُركّب كيميائي متعدّد الأميد يُستخدم كمضاد حيوي ومضاد للفيروسات.
أكتُشف مُركّب النتروبسين لأول مرّة حين تمكّن فينلي وزملاؤه من عزله من بكتيريا المتسلسلة النيتروبسينية التي تنتمي لشعبة البكتيريا الشعاوية. ووُجد أنّه مضاد حيوي ينتمي إلى فئة البيرولأميدينات.

## خصائص ربط الحمض النووي

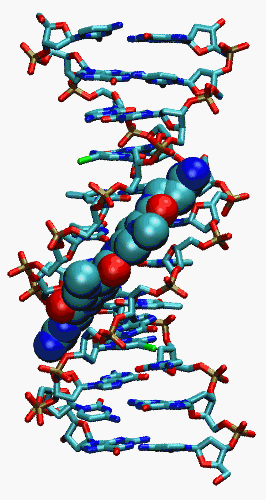
جزيء من مُركّب النتروبسين المرتبط بالحمض النووي المزدوج في الفراغ

يرتبط مُركّب النتروبسين بالأخدود الصغير للحمض النووي المزدوج، ولا يرتبط بالحمض النووي المفرد، أو الحمض النووي الريبوزي المزدوج.
يتفاعل مُركّب النتروبسين عند ارتباطه بالحمض النووي تفاعلات هيدروجينية مع أربعة أزواج قاعدية من متسلسلة الحمض النووي المزدوج، مما يؤدي إلى إزاحة جزيئات الماء.
لوحظ تأثير مُركّب النتروبسين على الحمض النووي فائق الالتفاف على جزيئات مفردة باستخدام ملاقط مغناطيسية، فوُجد أن ارتباط مُركّب النتروبسين بالحمض النووي يزيد من الالتواء في كل قاعدة بما يعادل نحو 9 درجات لكل جزيء مرتبط، ويؤدّي ذلك إلى إزالة اللفائف الفائقة عند تفاعله مع الحمض النووي فائق الالتفاف بشكل إيجابي، وعند ارتباطه بالحمض النووي المرتخي أو الملفوف بشكل سلبي، فإنّه يزيد من التفاف اللفائف الفائقة بشكل سلبي.

## الخصائص المضادة للبكتيريا
أثبت الباحثون أن مُركّب النتروبسين مضاد حيوي له تأثير نشط ضد البكتيريا إيجابية الغرام والبكتيريا سالبة الغرام.